# Qaqortoq
Qaqortoq (pronúnciaⓘ; em dinamarquês:  Julianehåb) é uma pequena cidade do Sul da Groenlândia.                                         Com 3 047 habitantes (2024), é a cidade mais populosa do sul da ilha e a quarta maior de todo o país.

## Etimologia
Qaqortoq é um nome gronelandês, significando “o branco“, em alusão à tonalidade dominante no local.

## História
Foi fundada em 1775 pelo comerciante norueguês Anders Olsen, que lhe deu o nome Julianehåb, em alusão à rainha Juliane Marie.

## Geografia

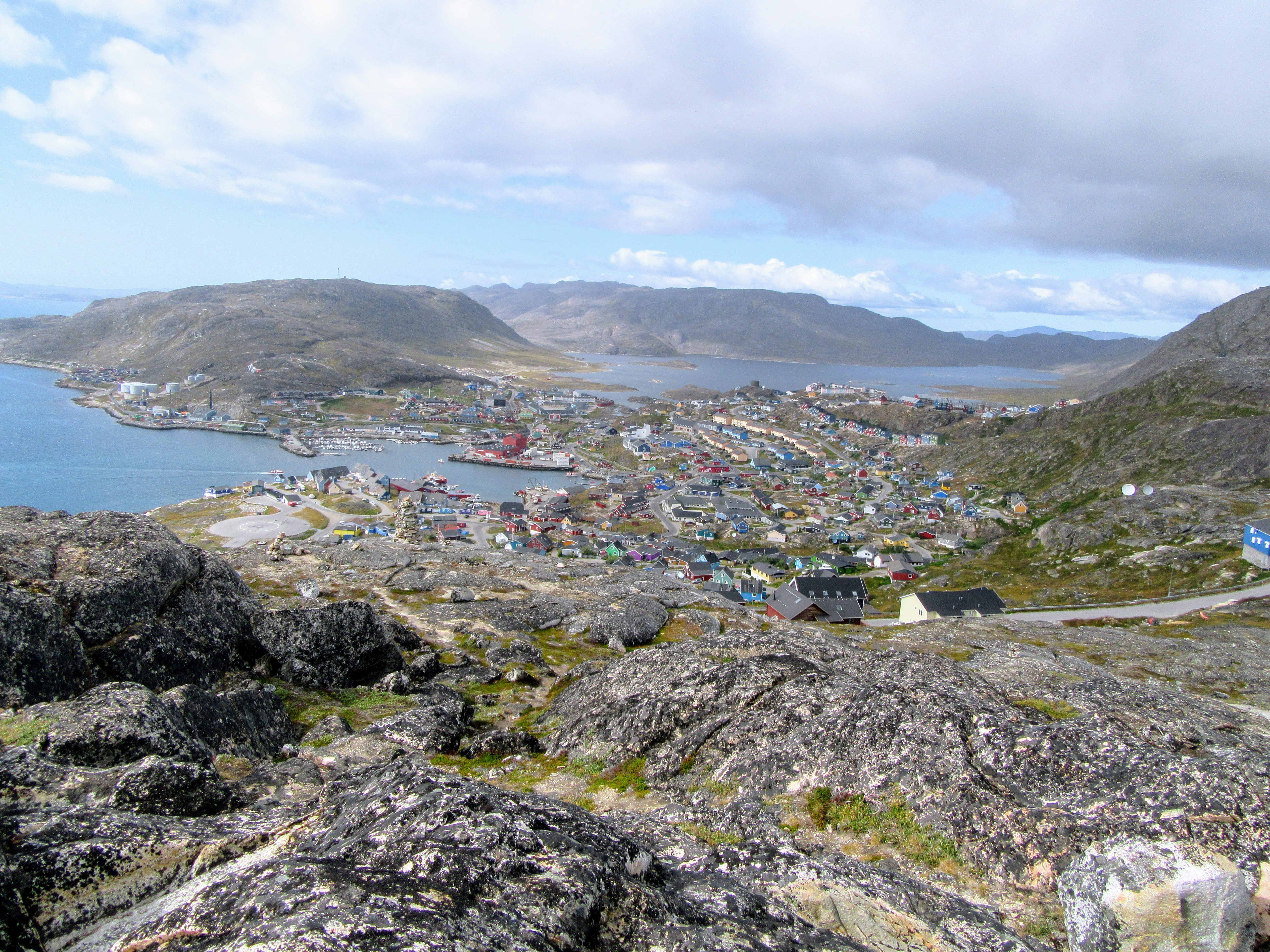
Uma cidade rodeada por montanhas.

Está situada numa península da costa sudoeste da Gronelândia, na margem norte de um grande fiorde. Está rodeada por altas montanhas que a abrigam dos ventos frios da região, tendo um clima relativamente ameno. É dividida por um pequeno curso de água que divide tradicionalmente a cidade – a oeste estão as casas gronelandesas e a leste as casas coloniais. 

### Clima

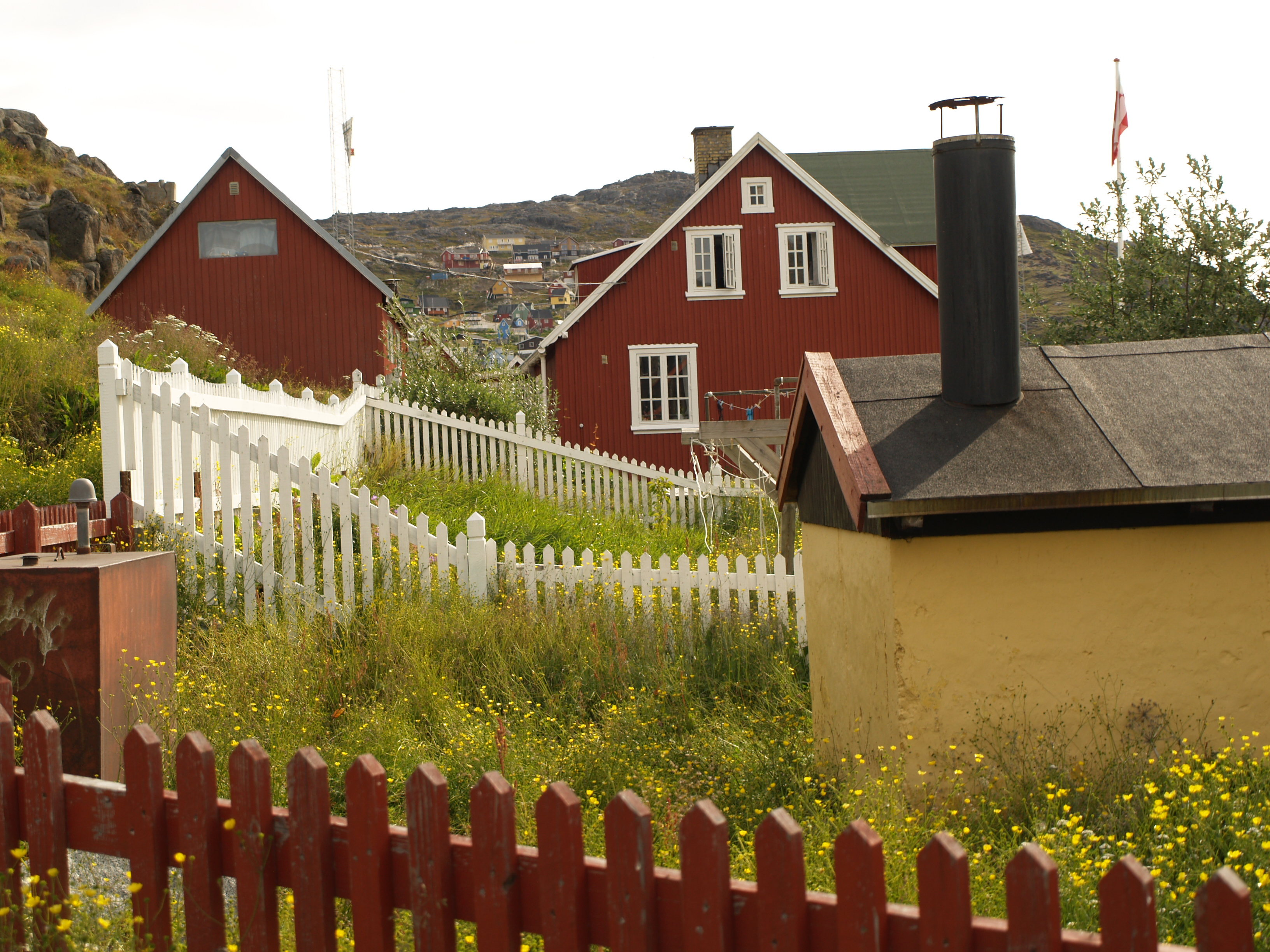
Qaqortoq no verão
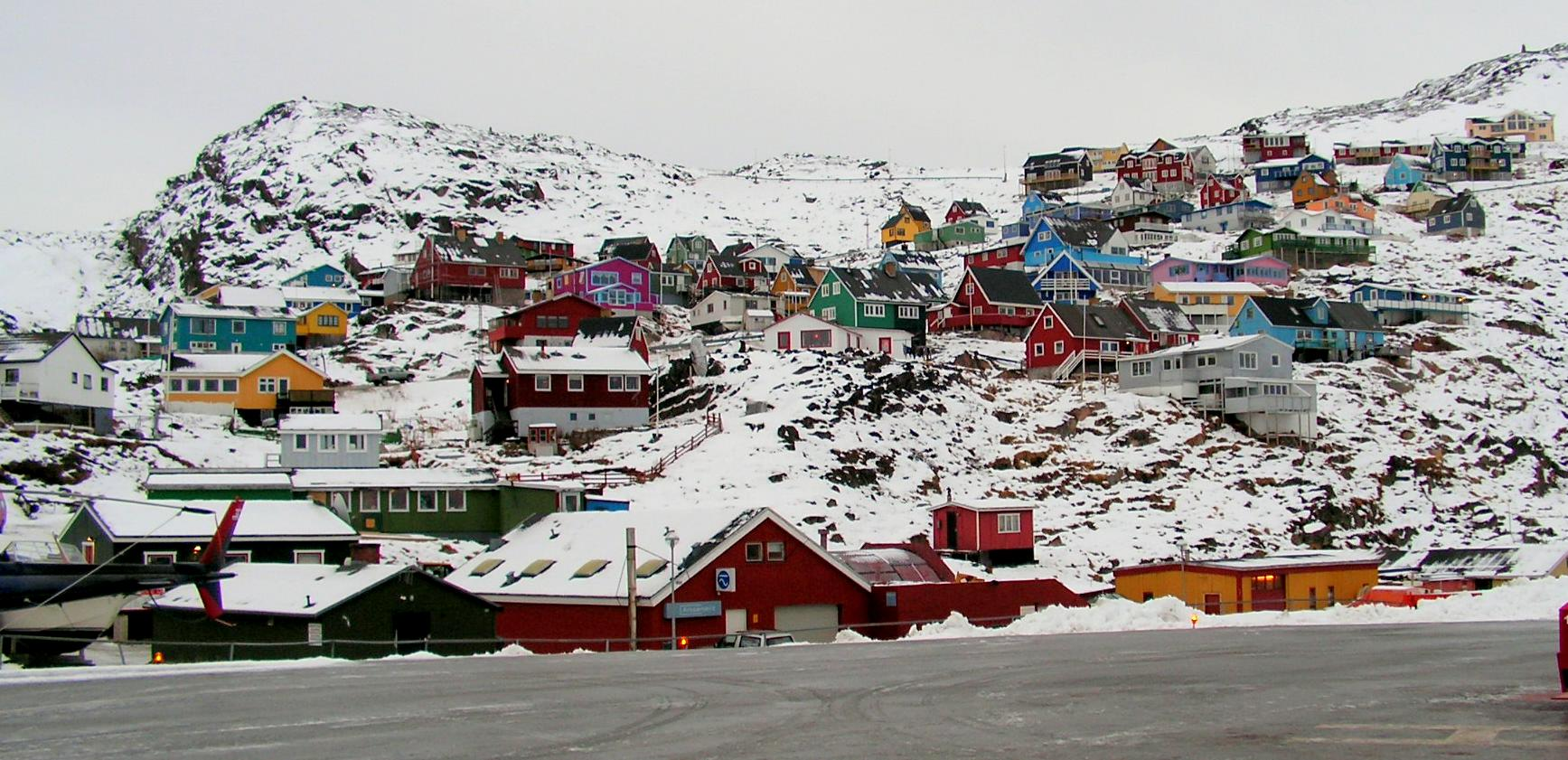
Qaqortoq no inverno

| Dados climatológicos para Qaqortoq (1961-1990), extremos 1961-1999 | Dados climatológicos para Qaqortoq (1961-1990), extremos 1961-1999 | Dados climatológicos para Qaqortoq (1961-1990), extremos 1961-1999 | Dados climatológicos para Qaqortoq (1961-1990), extremos 1961-1999 | Dados climatológicos para Qaqortoq (1961-1990), extremos 1961-1999 | Dados climatológicos para Qaqortoq (1961-1990), extremos 1961-1999 | Dados climatológicos para Qaqortoq (1961-1990), extremos 1961-1999 | Dados climatológicos para Qaqortoq (1961-1990), extremos 1961-1999 | Dados climatológicos para Qaqortoq (1961-1990), extremos 1961-1999 | Dados climatológicos para Qaqortoq (1961-1990), extremos 1961-1999 | Dados climatológicos para Qaqortoq (1961-1990), extremos 1961-1999 | Dados climatológicos para Qaqortoq (1961-1990), extremos 1961-1999 | Dados climatológicos para Qaqortoq (1961-1990), extremos 1961-1999 | Dados climatológicos para Qaqortoq (1961-1990), extremos 1961-1999 |
| Mês                                                                | Jan                                                                | Fev                                                                | Mar                                                                | Abr                                                                | Mai                                                                | Jun                                                                | Jul                                                                | Ago                                                                | Set                                                                | Out                                                                | Nov                                                                | Dez                                                                | Ano                                                                |
| ------------------------------------------------------------------ | ------------------------------------------------------------------ | ------------------------------------------------------------------ | ------------------------------------------------------------------ | ------------------------------------------------------------------ | ------------------------------------------------------------------ | ------------------------------------------------------------------ | ------------------------------------------------------------------ | ------------------------------------------------------------------ | ------------------------------------------------------------------ | ------------------------------------------------------------------ | ------------------------------------------------------------------ | ------------------------------------------------------------------ | ------------------------------------------------------------------ |
| Temperatura máxima recorde (°C)                                    | 12,3                                                               | 11,5                                                               | 10,8                                                               | 14,0                                                               | 20,4                                                               | 20,0                                                               | 20,4                                                               | 22,0                                                               | 18,0                                                               | 16,6                                                               | 13,7                                                               | 12,0                                                               | 22,0                                                               |
| Temperatura máxima média (°C)                                      | −2,2                                                               | −1,7                                                               | −1,0                                                               | 2,8                                                                | 6,9                                                                | 9,2                                                                | 11,1                                                               | 11,0                                                               | 8,0                                                                | 3,9                                                                | 0,8                                                                | −1,4                                                               | 4,0                                                                |
| Temperatura mínima média (°C)                                      | −9,2                                                               | −8,8                                                               | −8,4                                                               | −4,4                                                               | −0,4                                                               | 1,3                                                                | 3,3                                                                | 3,7                                                                | 1,9                                                                | −1,7                                                               | −5,0                                                               | −7,8                                                               | −3,0                                                               |
| Temperatura mínima recorde (°C)                                    | −30,0                                                              | −25,2                                                              | −26,0                                                              | −16,4                                                              | −12,8                                                              | −6,0                                                               | −2,4                                                               | −3,4                                                               | −8,5                                                               | −11,0                                                              | −18,0                                                              | −21,6                                                              | −30,0                                                              |
| Precipitação (mm)                                                  | 57                                                                 | 51                                                                 | 57                                                                 | 56                                                                 | 56                                                                 | 75                                                                 | 97                                                                 | 93                                                                 | 92                                                                 | 72                                                                 | 78                                                                 | 73                                                                 | 857                                                                |
| Dias com precipitação                                              | 8,5                                                                | 7,4                                                                | 8,2                                                                | 8,5                                                                | 7,4                                                                | 9,5                                                                | 10,3                                                               | 9,1                                                                | 9,2                                                                | 7,8                                                                | 9,1                                                                | 9,0                                                                | 104                                                                |
| Dias com neve                                                      | 10,3                                                               | 8,8                                                                | 9,5                                                                | 8,3                                                                | 4,2                                                                | 1,0                                                                | 0,1                                                                | 0,1                                                                | 1,5                                                                | 5,4                                                                | 8,6                                                                | 10,3                                                               | 68,1                                                               |
| Fonte: Danish Meteorological Institute                             |                                                                    |                                                                    |                                                                    |                                                                    |                                                                    |                                                                    |                                                                    |                                                                    |                                                                    |                                                                    |                                                                    |                                                                    |                                                                    |

## População
Qaqortoq é a maior cidade no município de Kujalleq e a única do município cuja população tem crescido ao longo das últimas 2 décadas. Em 2011 10% dos habitantes da cidade nasceu fora da Gronelândia (Aproximadamente 320 habitantes). Em 1991 tinha 3138 habitantes, chegando a ter 3090 em 2002, em 2010 tinha 3306 habitantes e em 2011 tinha aproximadamente 3230 habitantes.

## Economia
A economia de Qaqortoq está baseada na pesca, nos serviços, na educação e na administração.                                            
A cidade conta com um importante porto e é o centro do Sul da Gronelândia.                
Entre as atividades mais relevantes, estão a transformação do peixe, o turismo, os curtumes, a produção de peles e a manutenção e reparação naval. 

O abastecimento de eletricidade à cidade é feito pela central hidroelétrica de Qorlortorsuaq situada a 45 km de distância.                                       
A sua água potável é fornecida por uma central de tratamento de águas perto da ilha de Tasersuaqsøen.                                
O seu aquecimento urbano também é feito a partir de uma central sustentada pela central hidroelétrica de Qorlortorsuaq.  

## Transporte

### Aéreo

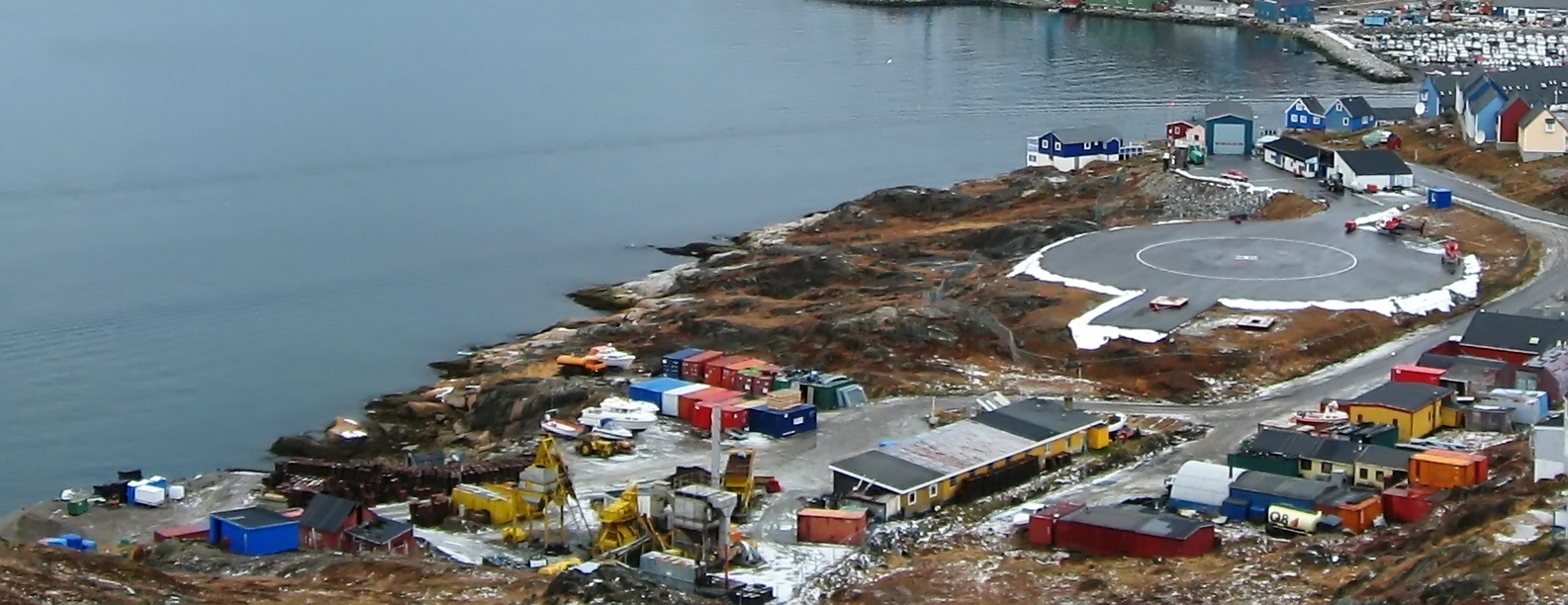
Heliporto de Qaqortoq

A cidade dispõe de voos directos de helicóptero para Narsarsuaq e Narsaq e de avião para Nanortalik, operados pela Air Greenland.                                   
Para o resto do país, os transportes aéreos são asseguados através de Narsarsuaq, com ligações à Dinamarca e à Islândia.

### Marítimo

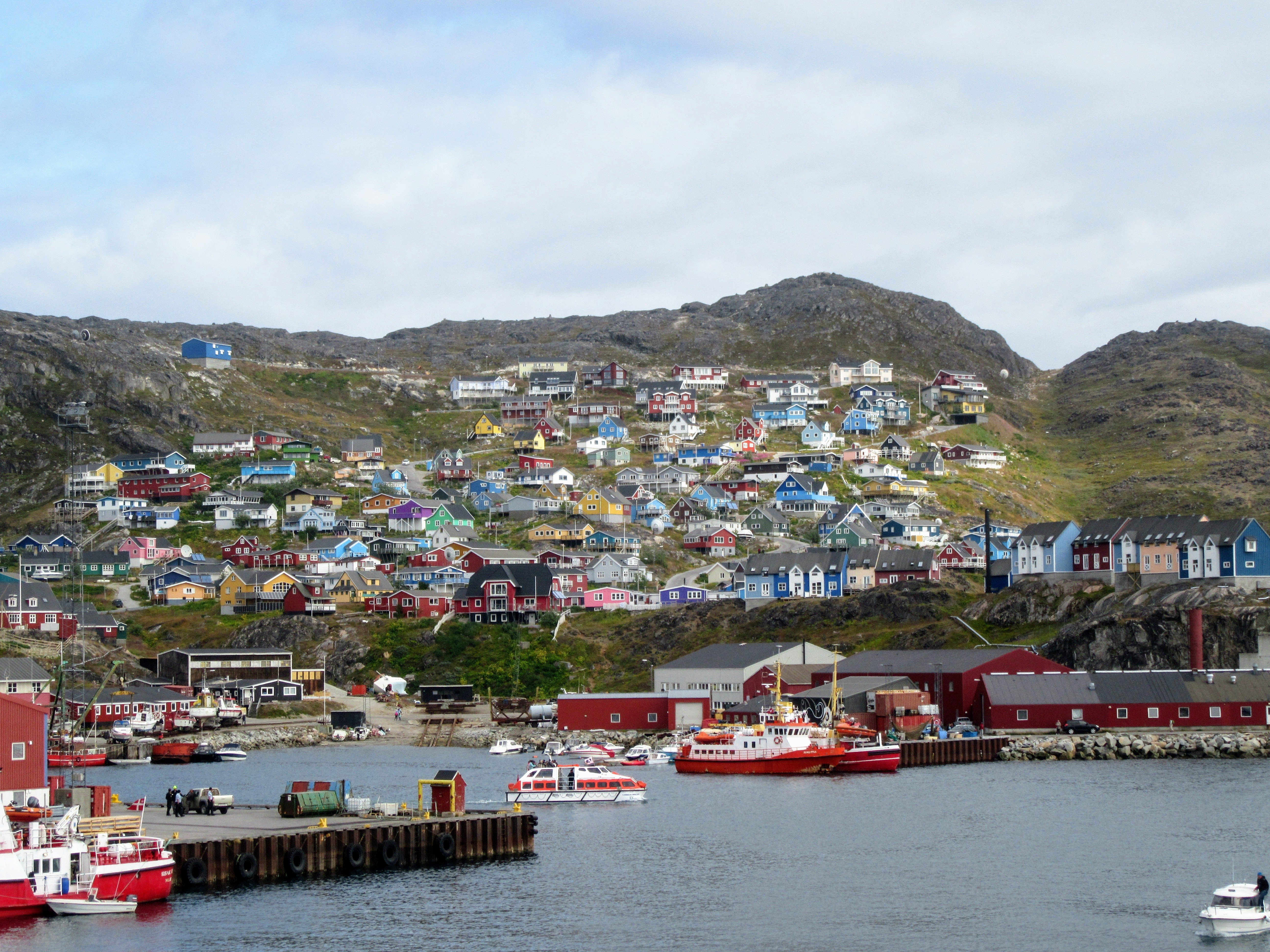
O porto de Qaqortoq

A cidade é servida pela Arctic Umiaq Line (passageiros) e pela Royal Arctic (mercadorias e alimentos), tendo boas ligações com Narsaq e Narsarsuaq.

## Património histórico, cultural e turístico
A cidade dispõe de um património turístico e cultural, onde pode ser destacado:

- Museu de Qaqortoq (Qaqortoq Museum ; museu local, exibe artefactos tradicionais e memórias coloniais)
- A Pedra e o Homem (Sten og Menneske ;30 esculturas de Aka Høegh em rochas e pedras em redor da cidade)
- Cidade antiga (Det gamle Qaqorport ; praça central e casas da época colonial)

## Galeria

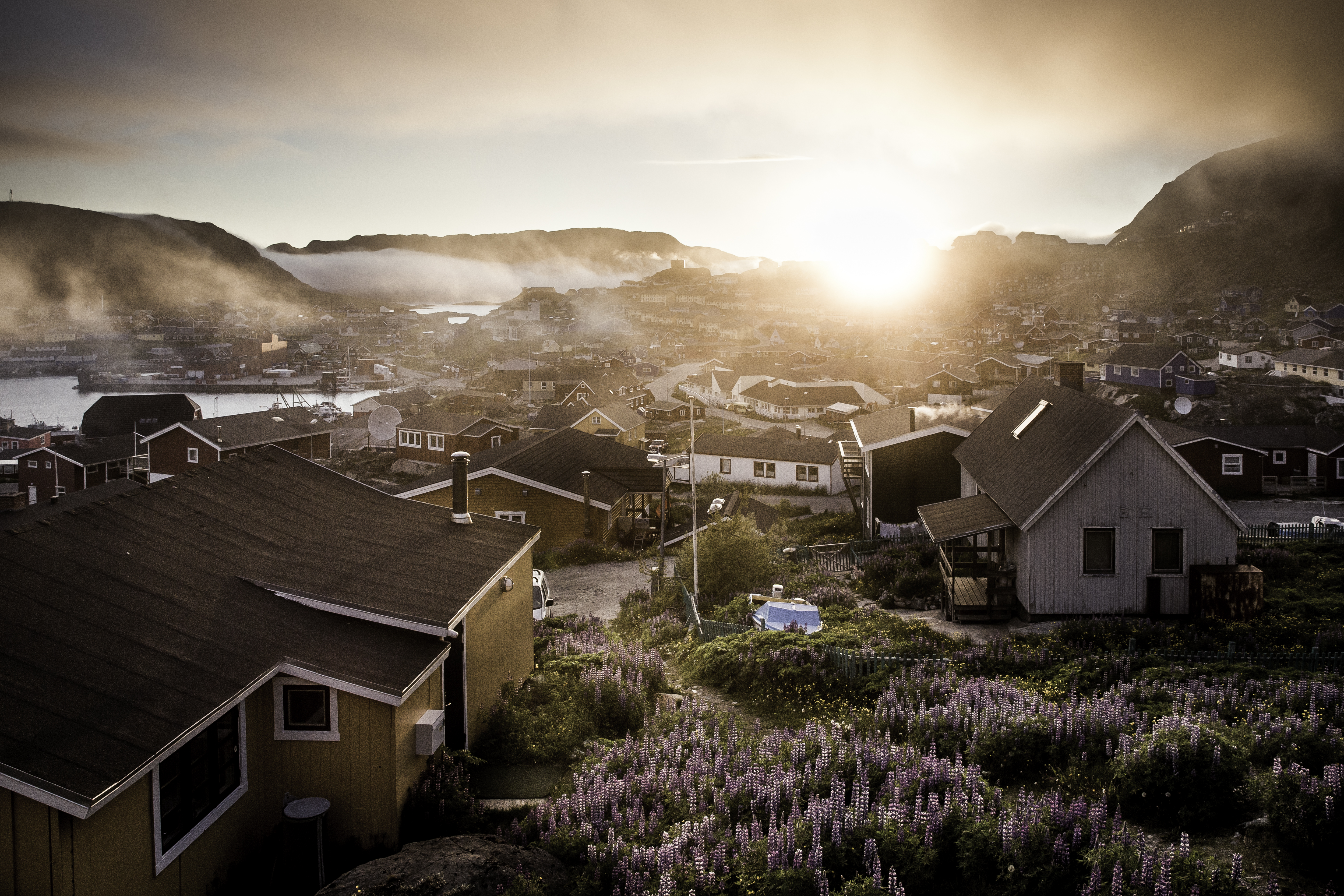
Nevoeiro sobre a cidade
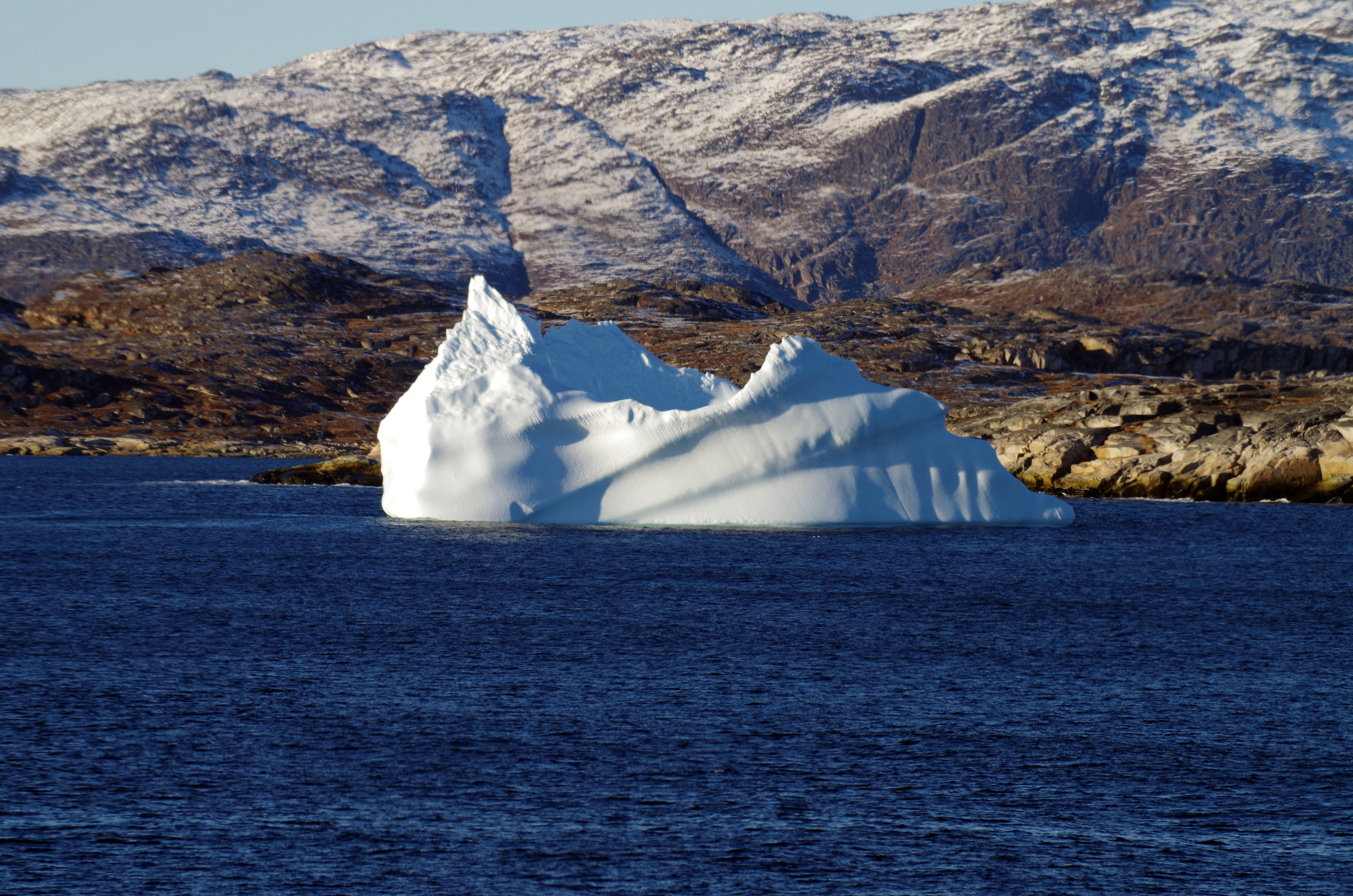
Icebergue ao largo da cidade
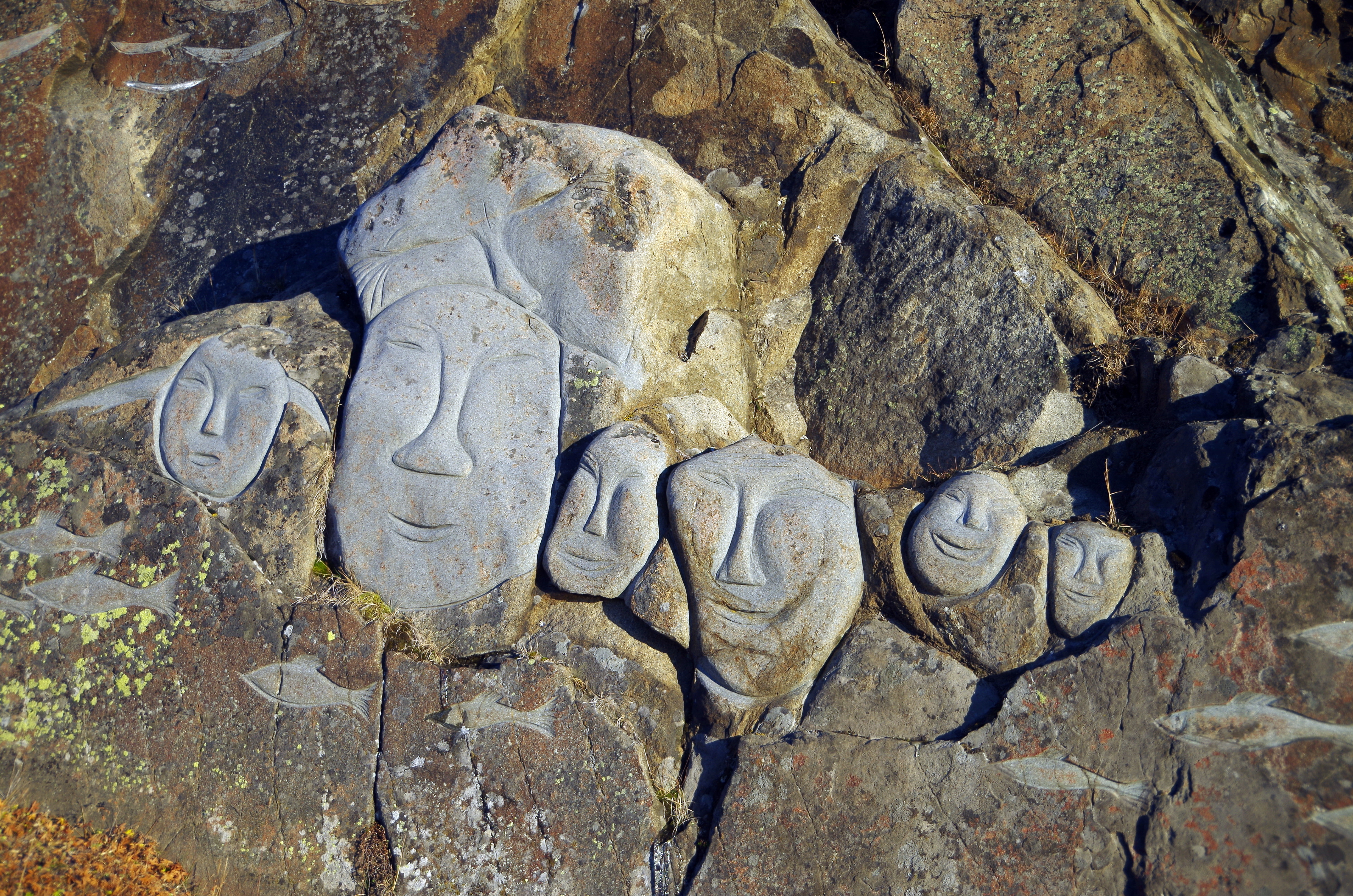
”A Pedra e o Homem” do artista Aka Høegh
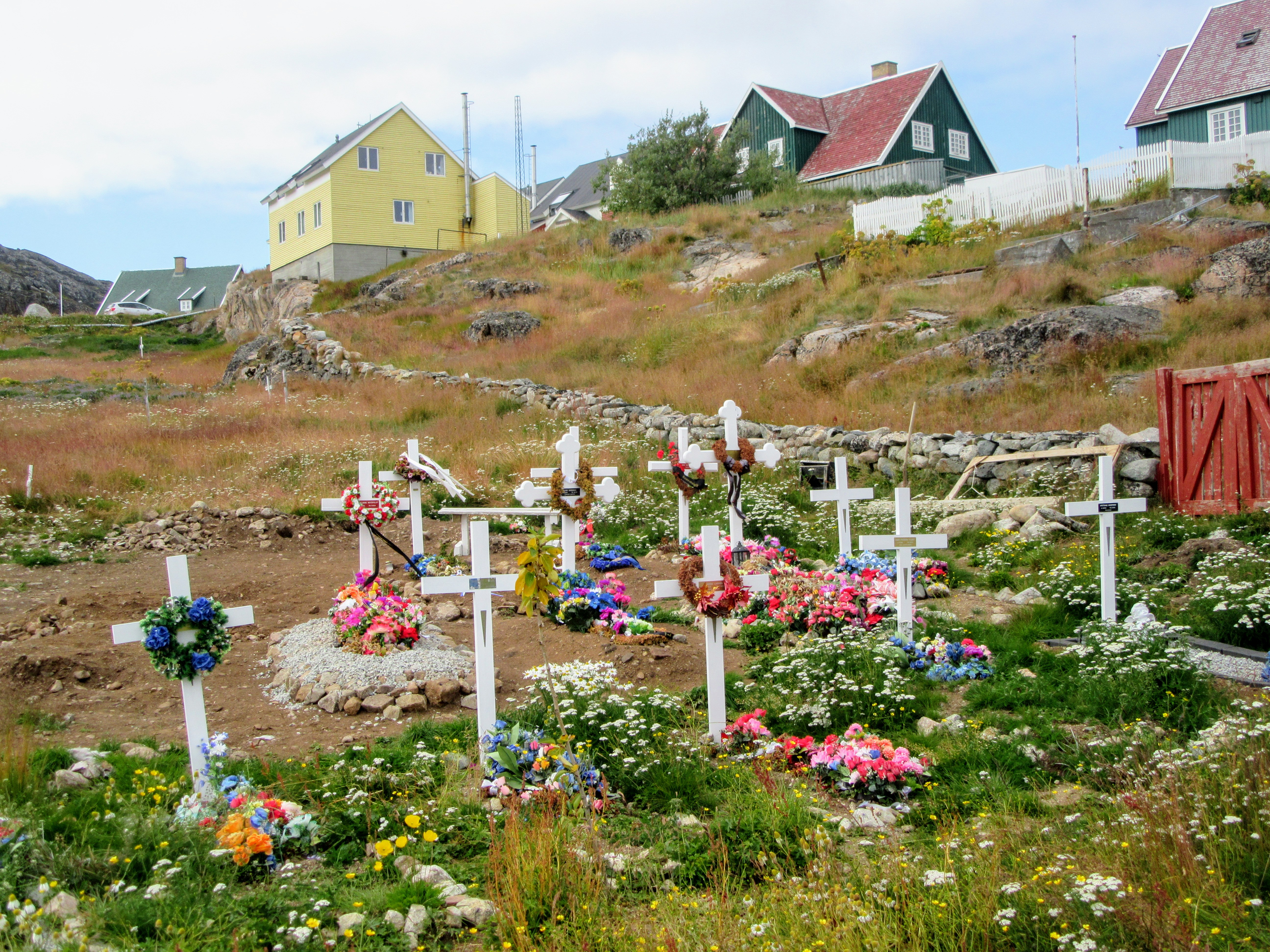
Sepulturas em Qaqortoq
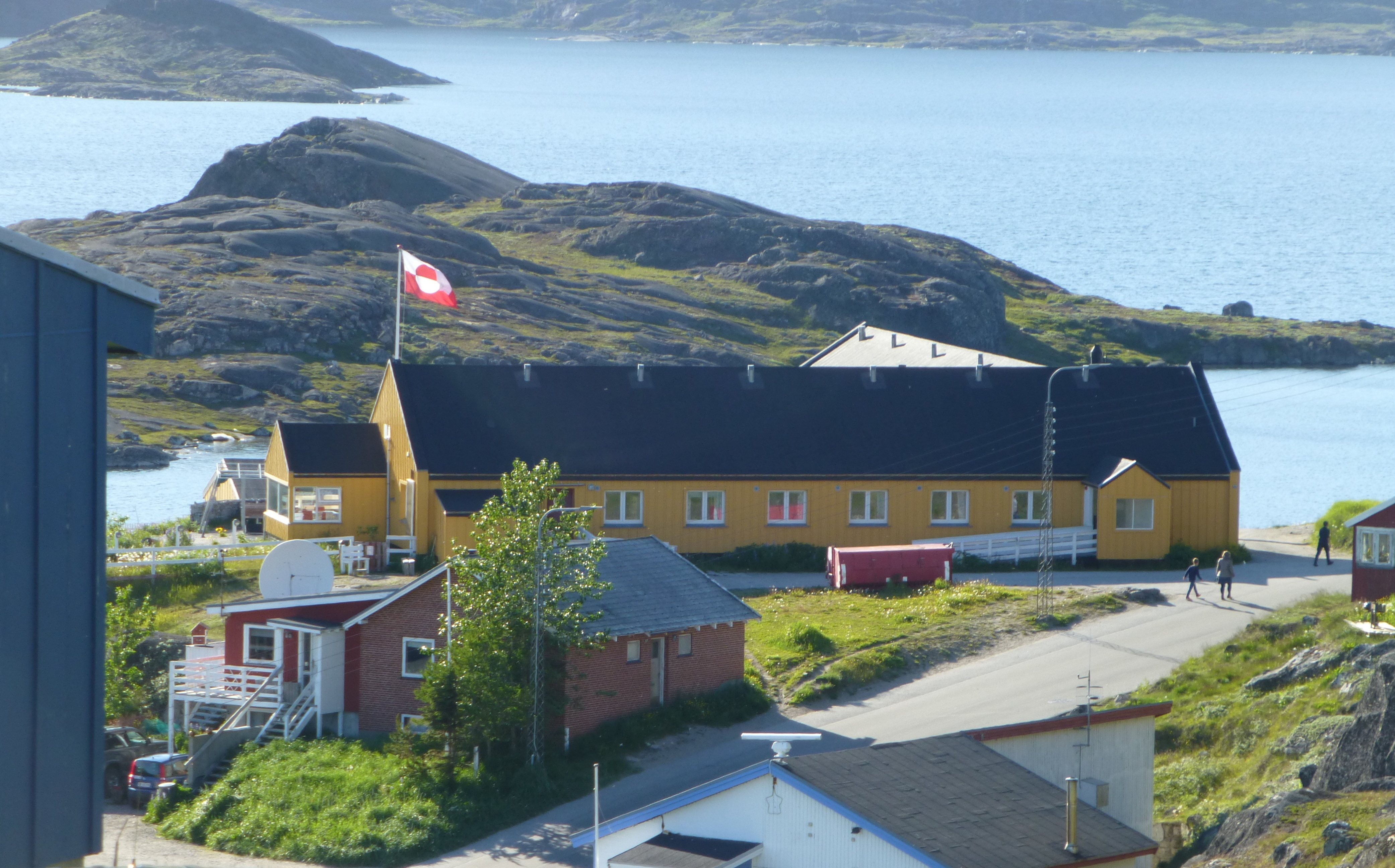
Hospital
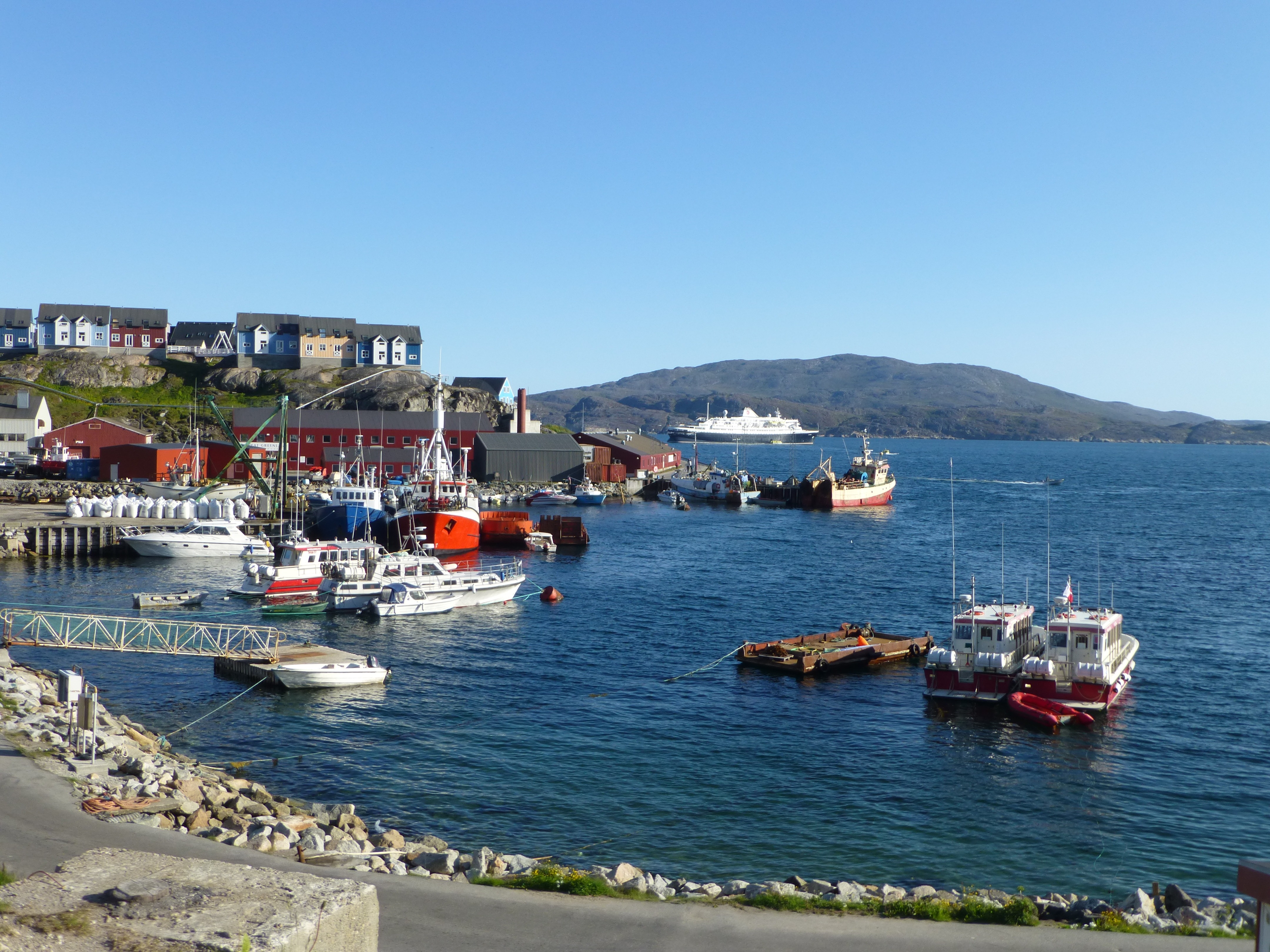
Porto de pesca